# Tronceda (Castro Caldelas)
Tronceda (llamada oficialmente Santiago de Tronceda) es una parroquia y una aldea del municipio español de Castro Caldelas, en la provincia de Orense, Galicia.

## Organización territorial
La parroquia está formada por cuatro entidades de población:
- Carballeira (As Carballeiras)
- Susaos (Susaus)
- Tronceda
- Villarellos (Vilarellos)

## Demografía

### Parroquia
| Gráfica de evolución demográfica de Tronceda (parroquia) entre 2000 y 2022 |
|                                                                            |
| Datos según el nomenclátor publicado por el INE.                           |

### Aldea
| Gráfica de evolución demográfica de Tronceda (aldea) entre 2000 y 2022 |
|                                                                        |
| Datos según el nomenclátor publicado por el INE.                       |